# Хитчкок (округ)
Округ Хитчкок (англ. Hitchcock County) — округ, расположенный в штате Небраска (США) с населением в 2908 человек по статистическим данным переписи 2010 года. Столица округа находится в деревне Трентон.

## История
Округ Хитчкок был образован в 1873 году и получил своё официальное название в честь бывшего сенатора США от штата Небраска Финеаса Уоррена Хичкока.

## География
По данным Бюро переписи населения США округ Хитчкок имеет общую площадь в 1862 квадратных километра, из которых 1839 кв. километров занимает земля и 23 кв. километра — вода. Площадь водных ресурсов округа составляет 1,19 % от всей его площади.

### Соседние округа
- Хейс (Небраска) — север
- Фронтир (Небраска) — северо-восток
- Ред-Уиллоу (Небраска) — восток
- Ролинс (Канзас) — юг
- Данди (Небраска) — запад

## Демография
По данным переписи населения 2000 года в округе Хитчкок проживал 3111 человек, 899 семей, насчитывалось 1287 домашних хозяйств и 1675 жилых домов. Средняя плотность населения составляла 2 человека на один квадратный километр. Расовый состав округа по данным переписи распределился следующим образом: 98,36 % белых, 0,10 % чёрных или афроамериканцев, 0,29 % коренных американцев, 0,13 % азиатов, 0,84 % смешанных рас, 0,29 % — других народностей. Испано- и латиноамериканцы составили 1,41 % от всех жителей округа.
Из 1287 домашних хозяйств в 28,00 % — воспитывали детей в возрасте до 18 лет, 61,10 % представляли собой совместно проживающие супружеские пары, в 6,40 % семей женщины проживали без мужей, 30,10 % не имели семей. 27,40 % от общего числа семей на момент переписи жили самостоятельно, при этом 15,50 % составили одинокие пожилые люди в возрасте 65 лет и старше. Средний размер домашнего хозяйства составил 2,37 человек, а средний размер семьи — 2,89 человек.
Население округа по возрастному диапазону по данным переписи 2000 года распределилось следующим образом: 23,80 % — жители младше 18 лет, 5,90 % — между 18 и 24 годами, 22,60 % — от 25 до 44 лет, 25,40 % — от 45 до 64 лет и 22,30 % — в возрасте 65 лет и старше. Средний возраст жителей округа составил 44 года. На каждые 100 женщин в округе приходилось 95,00 мужчин, при этом на каждых сто женщин 18 лет и старше приходилось 92,60 мужчин также старше 18 лет.
Средний доход на одно домашнее хозяйство в округе составил 28 287 долларов США, а средний доход на одну семью в округе — 34 490 долларов. При этом мужчины имели средний доход в 25 833 доллара США в год против 18 879 долларов США среднегодового дохода у женщин. Доход на душу населения в округе составил 14 804 доллара США в год. 10,90 % от всего числа семей в округе и 14,90 % от всей численности населения находилось на момент переписи населения за чертой бедности, при этом 22,90 % из них были моложе 18 лет и 8,40 % — в возрасте 65 лет и старше.

## Основные автодороги
- US 6
- US 34
- Автомагистраль 17
- Автомагистраль 25
- Автомагистраль 25A

## Населённые пункты

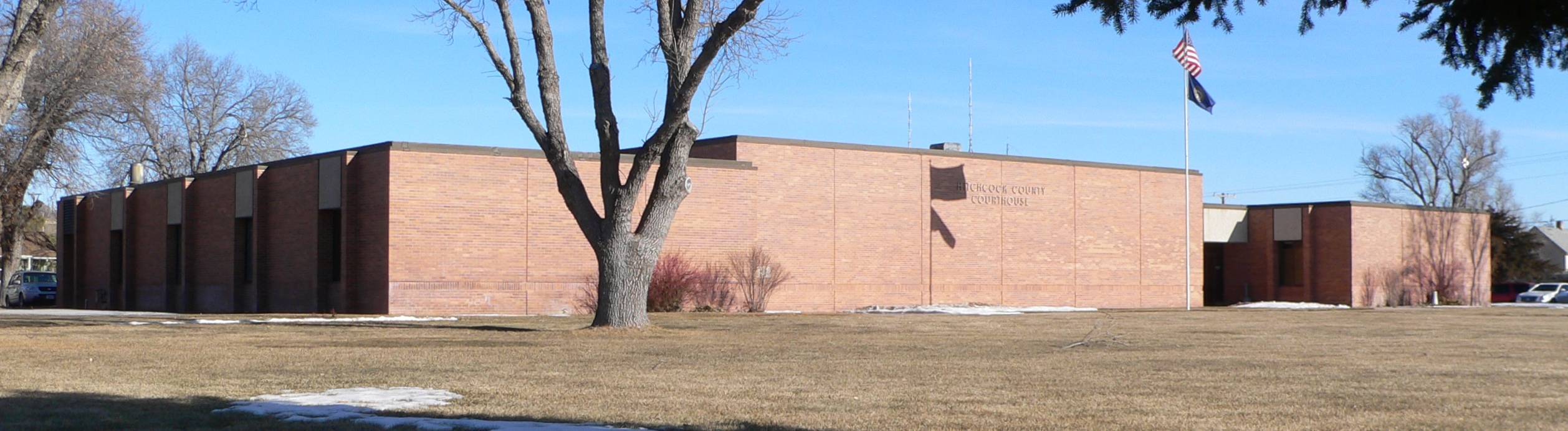
Здание окружного суда в Трентоне

### Деревни
- Калбертсон
- Палисейд — частично
- Стреттон
- Трентон